# Хусейн-шах (султан Джаунпуру)
Хусейн-шах (*д/н — 1500) — останній володар Джаунпуру в 1458—1479 роках.

## Життєпис
Син Махмуд-шаха. 1458 року після повалення знаттю його брата Мухаммад-шаха отримав владу в державі. Підтвердив мирний договір з Делійським султанатом. Після цього знову підкорив Тірхут, де панувала гілка клану Уджайнія.
1460 року завдав поразки Капілендрадеві, магараджи Гаджапатської держави, внаслідок чого останній сплатив одноразову данину. У 1466 році він взяв в облогу Гваліор, де панував раджпут Ман Сінґх, який знову визнав зверхність султана.
1473 року під впливом своєї дружини Маліка-і Джахан Бібі Хумза, доньки колишнього делійського султана Алам-шаха, скориставшись тим, що султан Бахлул Хан Лоді рушив на Пенджаб, Хусейн-шах спробував захопити Делі. Бахлул Лоді попросив миру в обмін на територіальні поступки та визнання зверхності Джаунпуру, проте джаунпурський султан Хусейн-шах відмовив. Втім невдовзі останній зазнав декількох поразок і був змушений тікати, рятуючи своє життя, а його гарем, включаючи Біб Хумзу потрапив до Бахлула Лоді.
1474 року Хусейн-шах атакував місто Етаву, оборону якої очолював Кутб-ханом Лоді, але зазнав поразки. Друга спроба мала той же самий результат. 1478 року після смерті тестя приєднав його володіння — Бадаюн з навколишньою територією.
1479 року знову вступив на Делі, зумівши завдати супротивнику поразки, але в битві на річці Джамуна зазнав поразки, після чого втратив землі в доабі (міжріччі) Гангу і Джамуни — паргани (області) Кампіл, Патіалі, Шамсабад, Сукет, Койл, Мархара та Джалесар.
Після послідовних поразок у битвах при Сенха, Рапрі та Райгаон-Хага, він остаточно зазнав поразки на річці Рахаб, а його столиця Джаунпур була захоплена. Він втік до Бенгалії, де отримав притулок у султана Юсуф-шаха. Джаунпурський султанат припинив своє існування.
У наступні роки з новим військом зайняв східні землі колишнього султанату, звідки боровся проти делійських валі (намісників) Джанупуру — Мубарак-хана, а потім Барбак-хана (синів Бахлула). В Біхарі колишній султан зумів частково закріпитися. 1489 року намагався скористатися боротьбою Барбак-хана проти свого брата Сікандара, але без значного успіху. 1493 року колишній джаунпурський султан зазнав остаточної поразки.
1494 року втік до бенгальського султана Ала ад-дін Хусейн-шаха, де отримав від того джаґір Калгаоні. Він залишався в цьому місті до своєї смерті в 1500 році.